# Fruktóza
Fruktóza (ovocný cukr, levulóza) je monosacharid, který se řadí k šestiuhlíkatým monosacharidům (hexózám), patří mezi ketózy. Nachází se v mnoha potravinách, např. v medu (38 %), dále zejména v ovoci bohatém na vlákniny – jahodách, ostružinách, borůvkách a i v některé zelenině jako např. melounech, sladkých bramborách, cibulích, kukuřici a dalších. K její izolaci se užívá nejčastěji polysacharidu inulinu.
Průmyslově se fruktóza získává z cukrové třtiny, cukrové řepy nebo kukuřice. Používají se tři hlavní formy produktů. 1) Krystalická prášková fruktóza vysoké čistoty. 2) Fruktózový sirup (high-fructose corn syrup (HFCS) neboli izoglukóza) je směsí monosacharidů glukózy a fruktózy. 3) Sacharóza – disacharid skládající se z fruktózy a glukózy (spojených kovalentní vazbou).

## Fyzikálně-chemické vlastnosti
Fruktóza byla objevena jako štěpný produkt sacharózy a protože stáčí rovinu polarizovaného světla doleva, byla dříve nazývána levulóza. Volná fruktóza tvoří přednostně pyranoidní šestičlenný kruh. Furanoidní se vyskytuje pouze v oligosacharidech (sacharóze), v polysacharidech (inulinu) a v některých fosforečných esterech cukrů.
Izomery fruktózy

α-D-Fruktofuranosa
β-D-Fruktofuranosa
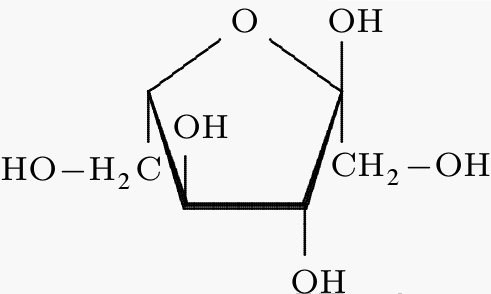
α-L-Fruktofuranosa
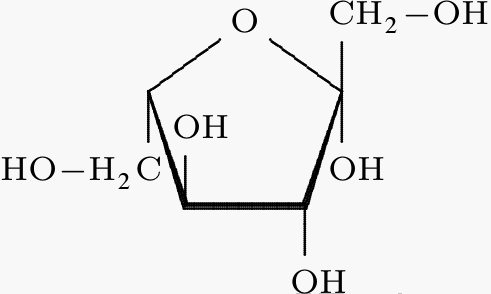
β-L-Fruktofuranosa

## Metabolismus

### Syntéza

#### U rostlin
Rostliny jsou schopné vytvářet jednoduché sacharidy včetně fruktózy v procesu fotosyntézy. V tzv. temné fázi fotosyntézy probíhá Calvinův cyklus, jehož produkt glyceraldehyd-3-fosfát může být metabolizován např. na fruktóza-6-fosfát. Fruktóza je pro rostliny důležitým cukrem; koneckonců rostlinný disacharid sacharóza, kterou konzumujeme jako kuchyňský cukr, je složen z glukózy a právě fruktózy.

#### U živočichů
I člověk je schopen vytvářet fruktózu či její deriváty. Některé deriváty fruktózy vznikají např. v procesu glukoneogeneze (fruktóza-6-fosfát). Tzv. sorbitolová (polyolová) dráha je dokonce schopna přetvářet glukózu na fruktózu. Uplatňuje se v čočkách diabetiků, kteří mají vysokou hladinu glukózy a ta je tak přeměňována v oku na fruktózu. U zdravých jedinců je aktivní např. v semenných váčcích varlat, kde následně fruktóza slouží jako důležitý zdroj energie pro spermie.

### Odbourávání vlidském těle
Živočichové často fruktózu přijímají v potravě a následně ji využívají jako zdroj energie. Fruktóza je v lidském těle metabolizována v játrech a ve svalech – ale v každém  těchto orgánů jinak. Ve svalech fruktózu fosforyluje hexokináza (tedy stejný enzym, který fosforyluje glukózu, ovšem na fruktóza-6-fosfát. Ten poté snadno vstupuje do glykolytické dráhy. Játra místo hexokinázy obsahují jen glukokinázu (která není schopná fruktózu přeměňovat) a metabolismus fruktózy se tam tedy musí ubírat jinými cestami.
Jaterní metabolismus fruktózy je poměrně složitý a zahrnuje sedm enzymů: fruktokinázu, fruktóza-1-fosfát aldolázu (za vzniku glyceraldehydu) a následně buď glyceraldehydkinázu (vzniká glyceraldehyd-3-fosfát), nebo dochází k přeměně glyceraldehydu enzymy alkoholdehydrogenázou, glycerolkinázou, glycerolfosfátdehydrogenázou a triózafosfátizmerázou.

## Využití

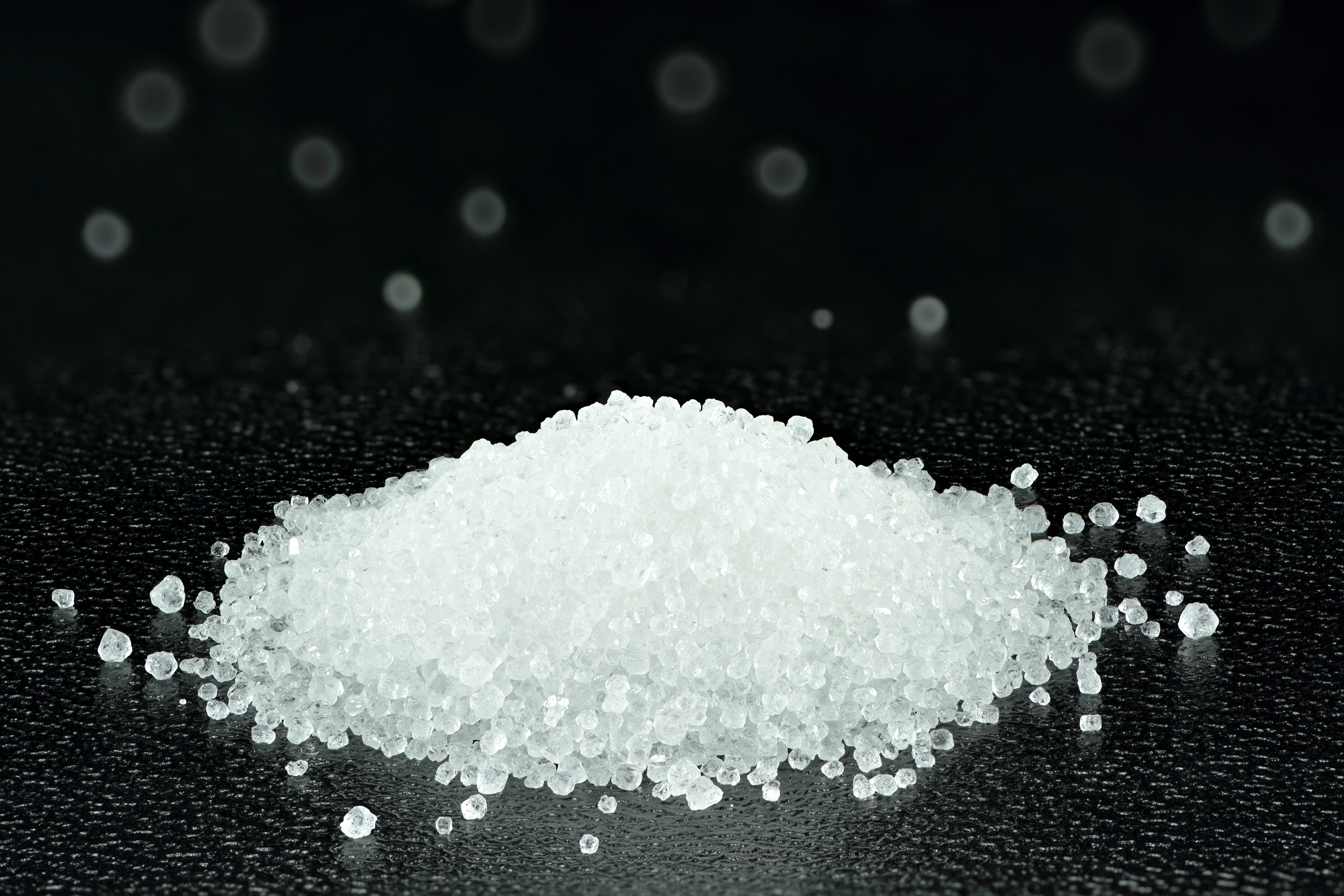
Krystalická fruktóza

Fruktóza je asi o 1/5 sladší než glukóza. Právě s glukózou se mísí v tzv. glukózo-fruktózový sirup, který se dále využívá. Med, sirupy z různého ovoce (agávový, datlový) obsahují hodně fruktózy. Malý obsah fruktózy mají obilné sirupy (rýžový, z ječného sladu). Glukózo-fruktózový sirup se vyrábí například z kukuřice či pšenice.
V posledních desetiletích se používá v potravinářském průmyslu jako doplněk nebo substituent cukru (sacharózy), popřípadě jako alternativa k umělým sladidlům, jako je např. aspartam nebo acesulfam. Ve velké míře se v posledních cca 30 letech používá v nealkoholických nápojích (limonádách, sodách, ochucených minerálních vodách, mléčných nápojích, sportovních nápojích, aj.), dále v různých omáčkách, dressincích, příchutích k jiným potravinám, atd.

## Zdravotní účinky
Fruktóza dokáže sice dodat tělu glykogen rychleji než řada jiných sacharidů nebo škrobů (prostřednictvím jednoho z fosfátů xylulózy) a je např. oproti glukóze zhruba o polovinu levnější, ale má zřejmě i některé negativní dopady na zdraví.
Prof. Robert Lustig se svými kolegy na Kalifornské Univerzitě v San Franciscu (UCSF) v roce 2007 v jedné ze svých přednášek shrnul negativní účinky nadměrné konzumace fruktózy, glukózo-fruktózového sirupu nebo potravin s jejím vysokým obsahem. Podle výsledků jejich práce je nadměrná konzumace těchto potravin (které v USA v současnosti převládají mezi zpracovanými/kupovanými potravinami a jídly tzv. rychlého občerstvení) v dlouhodobém důsledku zodpovědná za několik závažných zdravotních komplikací, mezi něž patří:
- růst obezity a dislipidemie – reakcí xylulóza-penta-fosfátu s enzymem PP2A (bílkovinnou fosfátázou 2), která aktivuje další uhlovodíky-vázající bílkovinu, která dále aktivuje enzymy „nova lipogenesis“ (enzymy pro tvorbu tuků) a koenzym Acyl-CoA, který se účastní metabolismu mastných kyselin a geneze VLDL (very low density lipids, lipidy velmi nízké hustoty), které mají větší tendenci ukládat se v tukových tkáních;
- kyselina močová během metabolizace fruktózy přispívá ke vzniku dny a hypertenze (tím, že blokuje enzymy, které jej snižují, generováním oxidu dusnatého)[6][7];
- fruktóza též nestimuluje přirozené vytváření inzulinu (reakcí Acyl-CoA → JNK-1 + IRS-1);
- nadměrné množství fruktózy blokuje negativní zpětnou vazbu, která dává mozku signál o dostatku energetického příjmu, a tedy zastavení další konzumace (skrze leptin kombinovaný se zvýšenou tvorbu inzulinu).

Způsobuje také srdeční choroby.